# Neodiphthera
Neodiphthera is een geslacht van vlinders van de familie nachtpauwogen (Saturniidae), uit de onderfamilie Saturniinae.

## Soorten
- N. albicera (Rothschild & Jordan, 1907)
- N. aruensis U. Paukstadt, L. Paukstadt & Suhardjono, 2003
- N. buruensis Brechlin, 2005
- N. ceramensis (Bouvier, 1928)
- N. decellei (Lemaire & Naessig, 2002)
- N. elleri (Eckerlein, 1935)
- N. excavus (Lane, 1995)
- N. foucheri (Bouvier, 1928)
- N. gazellae (Niepelt, 1934)
- N. goodgeri (d`Abrera, 1998)
- N. habemana Brechlin, 2005
- N. intermedia (Bouvier, 1928)
- N. joiceyi (Bouvier, 1928)
- N. monacha (Staudinger, 1920)
- N. papuana (Rothschild, 1904)
- N. pristina Walker, 1865
- N. rhythmica (Turner, 1936)
- N. roicki Brechlin, 2005
- N. saccopeoa Turner, 1928
- N. saccopoea (Turner, 1924)
- N. sahulensis U. Paukstadt, L. Paukstadt & Suhardjono, 2003
- N. sciron (Westwood, 1881)
- N. schaarschmidti Brechlin, 2005
- N. strandi (Niepelt, 1934)
- N. strigata (Bethune-Baker, 1908)
- N. sulphurea (Lane & Naumann, 2003)
- N. talboti (Bouvier, 1928)
- N. tennenti (Naessig & Lemaire, 2002)
- N. venusta (Rothschild & Jordan, 1907)